# Como la primera vez
Como la primera vez es el título del séptimo disco de la cantante venezolana Kiara. Este disco salió editado por Sony Music y se puso a la venta el 31 de enero de 2011.
El primer sencillo promocional se llama "Perdóname" cuyo videoclip fue dirigido por Martin Hahn. En este videoclips participan el modelo Gabriel Guerra, la ex miss Venezuela Viviana Ramos y el actor Karl Hoffman. Fue grabado el hotel The VIP en Altamira (Caracas, Venezuela).

## Antecedentes
Luego de mantenerse alejada del mundo musical por cerca de 8 años, Kiara entra al estudio de grabación en el mes de junio del 2010 para grabar los temas que incluirá en su nuevo disco, Como la primera vez.
En este álbum se incluirán versiones de temas que ya ha grabado Kiara durante su carrera discográfica. También incluirá temas nuevos, como es el sencillo promocional "Perdóname". Entre los temas nuevos se incluirá la balada pop "No tengo Nada" a dúo con Noel Schajris (exvocalista del grupo Sin Bandera), también se ha confirmado un dúo con el cantautor Venezolano Franco de Vita en el tema "Libérame" (dicho tema fue escrito y producido por el mismo Franco de Vita para el disco de Kiara Como un Huracán y haber sido tema de la telenovela Macarena en 1992), al igual que otro dúo con el cantante, modelo y actor Venezolano Francisco León quién acompañara a la artista en el tema "Tesoro mío", que ya había sido grabado junto a su compatriota Guillermo Dávila en 1989.

## Promoción
Como parte de la promoción del nuevo disco de Kiara, la artista se presentó en el Miss Venezuela 2010 donde fue la encargada de abrir el espectáculo, interpretando un tema de Lady Gaga ("Bad Romance") que fue traducido al español bajo el nombre "Romance Especial". También interpretó la que se cree será la nueva versión del tema "Deskarado" que será incluido en el disco Como la primera vez. Para finalizar su interpretación estuvo acompañada por el dúo musical Chino & Nacho (ganadores de un Grammy latino 2010) que dieron los últimos acordes para cerrar el opening del Miss Venezuela 2010.
El segundo sencillo que se extraerá del disco Como la primera vez será "No tengo Nada", un dúo junto al cantautor Argentino Noel Schajris.
Para la semana del 7 al 11 de marzo, Kiara se marcha a México donde grabará el video de la canción "No tengo nada" junto al cantautor Noel Schajris.

## Canciones
01- Perdóname
02- Me Gustas Tú
03- No Tengo Nada (con Noel Schajris)
04- Deskarado (con Marco Aurelio Lopéz en la flauta) (Versión 2011)
05- Para Qué
06- Ojos De Miel
07- Libérame (con Franco De Vita) (Versión 2011)
08- Qué Bello (Versión 2011)
09- No Quiero Verte
10- Después De Ti (Versión 2011)
11- Tesoro Mío (con Francisco León) (Versión 2011)

## Sencillos Extraídos
- "Perdóname"
- "No Tengo Nada (Ft. Noel Schajris)"
- "No quiero verte"
- "Me gustas tú"

## Videoclips
- "Perdóname"
- "No Tengo Nada (Ft. Noel Schajris)"

## Datos del Álbum
Voz: Kiara
Teclados, Programación, Guitarras, Cuatro, Ukelele: Arturo Cabrera
Piano: Jason Webb
Guitarras: Dave Cleveland, Dan Warner & Brian Monroney
Bajo: Julio Hernández & Henry Paul
Batería: John Hammond & Lee Levin
Percusión: Euro Zambrano
Guitarra acústica: Manny López (tema 11)
Chelo: Mauricio López (tema 11)
Coros: Alfredo Abreu, Lili Ortiz & Matheus 10
Guitarras & Teclados: Hugo Fuguet (tema 10)
Bajo: Rodner Padilla (tema 10)
Batería: Adolfo Herrera (tema 10)
Coros: Marielena Millán (tema 10)
Músicos invitados:
Voces: Noel Schajris (tema 03)
```
 Franco De Vita (tema 07)
 Francisco León (tema 11)
```

Voz & Coros: Gloria Gómez (tema 06)
Flauta: Marco Aurelio López Gómez (tema 04)
Producido por Alfredo Matheus 10
Dirección General: Enzo Cassella
Tema 10 Producción, Arreglos & Grabación de Hugo Fuguet 
```
 En Po Estudio (Caracas)
```

Ingenieros de grabación: Alfredo Matheus 10, Vladimir Quintero, 
```
 Arturo Cabrera & Steve Dady
```

Estudios de grabación: Victoria Studios (Weston, FL)
```
 Liqui2 Producciones (Caracas)
 Sunset Studios (Nashville, TN)
```

Mezclado por Alfredo Matheus 10 en Victoria Studios (Weston, FL)
Masterizado por José Blanco en Masterhouse Studios (Miami, FL)
Diseño gráfico: Rafael Suárez
Fotos: Guillermo Felizola